# Alberta Sackey
Pour les articles homonymes, voir Sackey.
Alberta Sackey, née le 6 novembre 1972 à Accra, est une footballeuse internationale ghanéenne évoluant au poste d'attaquante.

## Biographie

### Carrière en club
Alberta Sackey joue au club de Cape Coast des Ghatel Ladies en 1999 et 2000, évoluant dans la Greater Accra Women Soccer League. Elle part aux États-Unis aux Colonials de Robert Morris où elle évolue jusqu'en 2005.

### Carrière en sélection
Alberta Sackey est finaliste du Championnat d'Afrique 1998. Elle est la capitaine de l'équipe du Ghana à la Coupe du monde 1999 ; elle est titulaire lors des trois matchs de la phase de groupe qui voit le Ghana terminer à la dernière place du groupe D. Elle termine troisième du Championnat d'Afrique 2000, inscrivant un but en phase de groupes contre le Cameroun.
Au Championnat d'Afrique 2002, le Ghana perd en finale contre le Nigeria ; elle marque quatre buts en phase de groupes dont un doublé contre l'Éthiopie. Elle dispute la Coupe du monde 2003 ; elle joue les trois matchs de la phase de groupe qui voit le Ghana terminer à la troisième place du groupe D, marquant deux buts contre l'Australie ; l'un de ces buts fait partie de la sélection faite en 2019 par la FIFA pour déterminer le plus beau but de l'histoire de la Coupe du monde.
Elle dispute les éliminatoires des Jeux olympiques d'été de 2004 ; au match retour du troisième tour le 14 février 2004, elle marque le but égalisateur contre le Nigeria. La rencontre est perdue à la séance de tirs au but, où elle manque son tir.

## Palmarès
- Avec l'équipe du Ghana féminine de football
  - Finaliste du Championnat d'Afrique en 1998 et 2002.
  - Troisième du Championnat d'Afrique en 2000.

### Distinctions individuelles
- Footballeuse africaine de l'année en 2002[8]
- Meilleure buteuse du Championnat d'Afrique 2002[9]